# Kostel svatého Ducha (Rýnovice)
Římskokatolický farní kostel Seslání svatého Ducha v Rýnovicích je barokní sakrální stavba. Od roku 1963 je kostel i s farou chráněn jako kulturní památka.

## Historie
Kostel byl postaven v letech 1698–1699 architektem M. A. Canevallem. V průběhu dějin byl častěji opravován a k jeho pronikavé úpravě došlo v roce 1882, kdy mu byla zvýšena věž.
Finance na stavbu kostela poskytl Jan Václav von Gallas, který daroval všechen stavební materiál a uhradil i stavební náklady. Chrám byl vysvěcen 18. ledna 1699.
V té době se jednalo pouze o filiální kostel, který patřil do farnosti liberecké (1624–1652), později rochlické (1652–1764) a vratislavické (1764–1786). Farnost byla zřízena roku 1852, před tím byla lokálií s kaplanem v obci.
Zásluhou Antonína Bratršovského byl kostel v letech 1992–1994 celkově rekonstruován díky pomoci státních orgánů a darům a dobrovolníkům ze zahraničí. Byla obnovena střecha, obnovena vnitřní výmalba včetně renovace fresek, oltářů a kazatelny. Kostel dostal darem od firmy Preciosa a.s. nový lustr a dne 10. října 1994 byl litoměřickým biskupem Josefem Kouklem za účasti mnoha věřících znovu otevřen pro bohoslužby.
Duchovní správci kostela jsou uvedeni na stránce: Římskokatolická farnost Rýnovice.

## Architektura

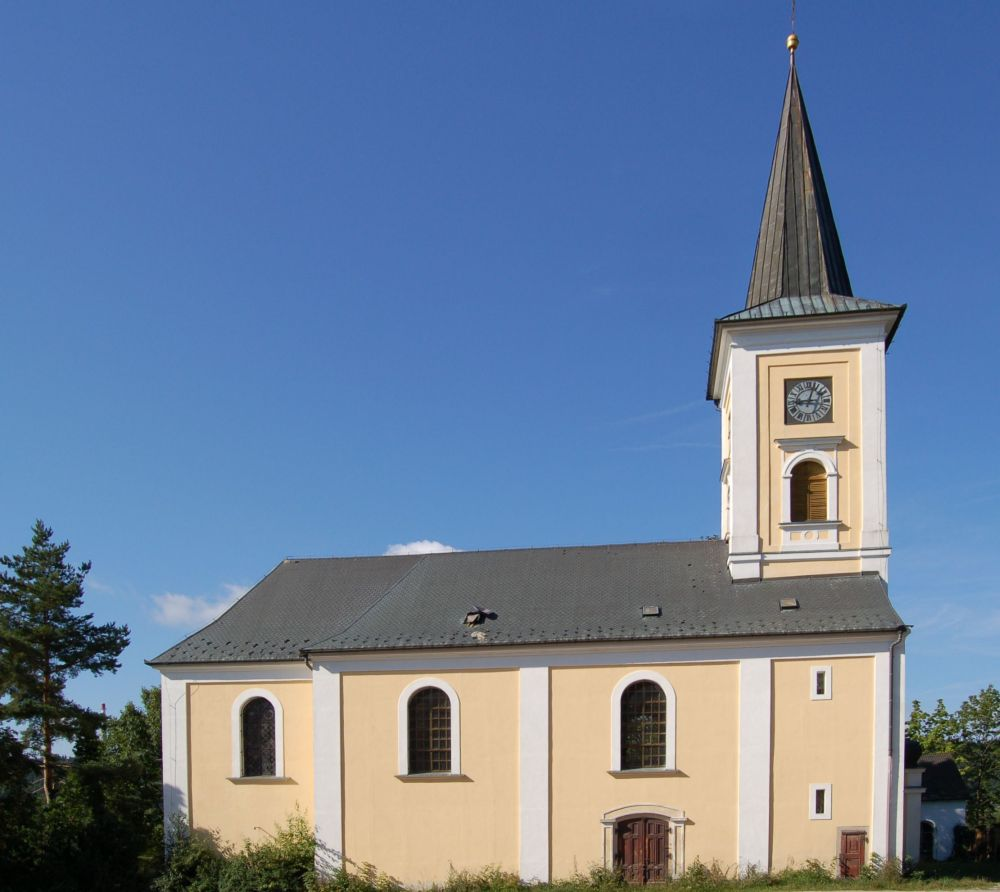
Pohled na kostel z boku

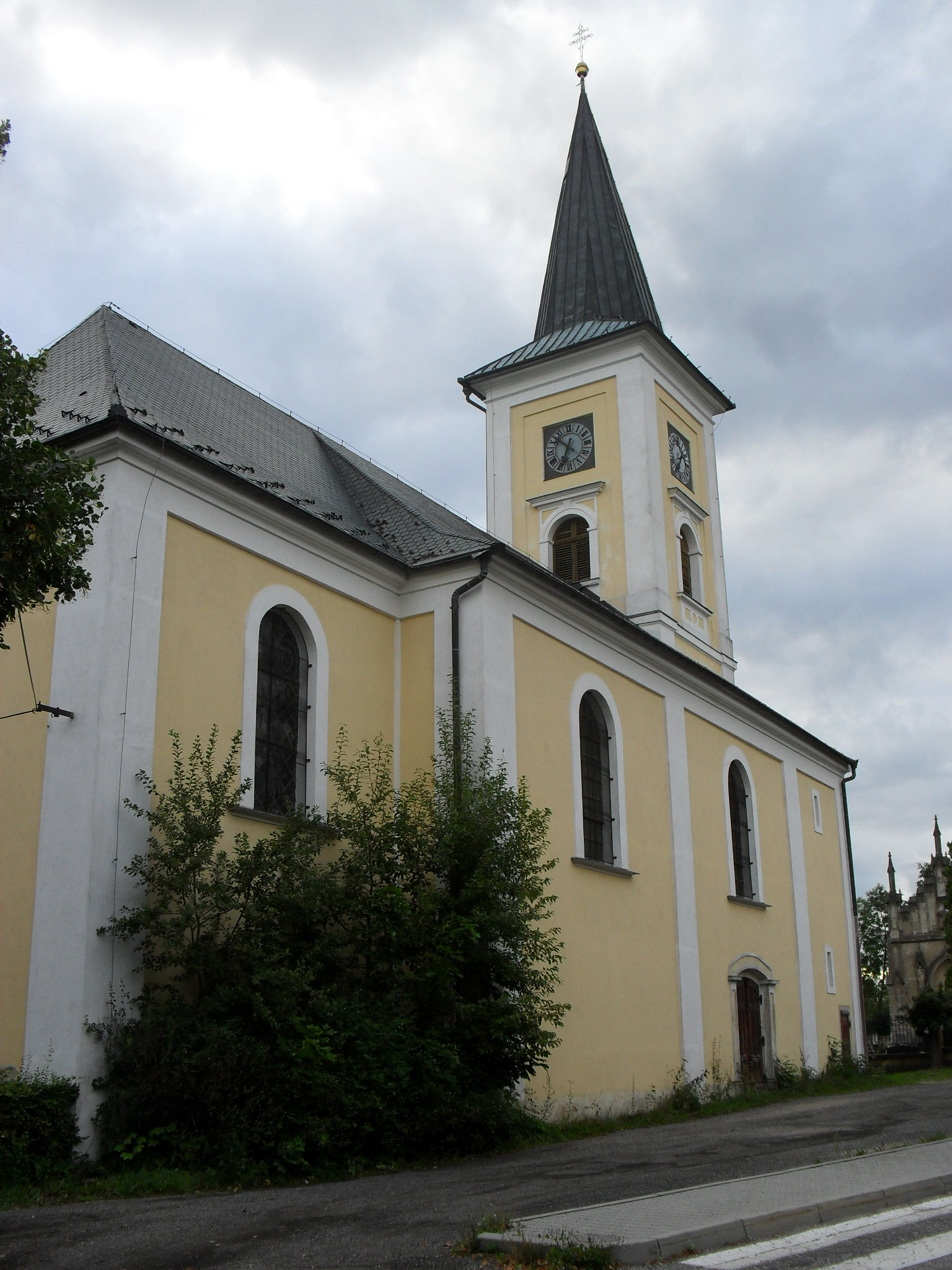
Kostel od závěru

Stavba je jednolodní, obdélná. Má čtvercový presbytář se sakristií po jižní straně. V jeho západním průčelí je hranolová věž. Kostel má trojosé průčelí se středním rizalitem, lizénovými rámci a nikami. Průčelí je vyvrcholeno trojúhelným štítem a ve středu hranolovou věží. Před průčelím se nachází malý portikus s barokní bání, která byla upravena v 19. století. Boční fasády a závěr jsou členěny lizénovými rámci a obdélnými, polokruhem ukončenými okny.
Presbytář a sakristie mají křížovou klenbu. Loď je sklenuta valenou klenbou s lunetami. V lodi se nachází dvojice pilastrů, v presbytáři jsou jednoduché pilastry. Kruchta je zděná. Je prolomená jak v přízemí, tak i v patře třemi oblouky.

## Zařízení
Hlavní oltář je barokní z období kolem roku 1700. V roce 1807 byl přepracovaný A. Suskem. Boční oltáře jsou raně barokní. V 19. století prošly úpravou. Při triumfálním oblouku se nachází barokní kříž s korpusem a Bolestnou Pannou Marií z 18. století.
První zvony byly pořízeny v roce 1721 a vyrobil je pražský zvonař Antonín Schönfeld, za 1. světové války byly sneseny a zrekvírovány pro válečné účely. Roku 1922 byly pořízeny nové zvony o váze 400, 175, 90 a 52 kg (ladění: b, es, g, b) od firmy Oktavián Winter. I ty byly roztaveny na začátku 2. světové války.
Varhany pocházejí z roku 1871 a byly několikrát renovovány. Na vítězném oblouku je vymalováno tzv. 14 svatých pomocníků (sv. Achác, Barbora, Blažej, Cyriak, Dionýsius, Erasmus, Eustach, Jiljí, Jiří, Kateřina Alexandrijská, Kryštof, Markéta, Pantaleón, Vít).

## Okolí kostela
Na čp. 59 se nachází pozdně barokní fara z roku 1787. Jedná se o přízemní obdélné stavení s mansardovou střechou. Má rustikové pásy v nárožích, lizénový rámec a obdélná okna. Na návsi stojí litinová socha sv. Jana Nepomuckého z roku 1857.

## Mše
Pravidelné mše svaté se zde konají každou 4. neděli v měsíci ve 14 hodin. Poutní slavnost je na slavnost Seslání Ducha svatého (50 dní po Velikonocích), posvícení je 18. ledna (resp. následující neděli).